# キングギドラ (ミレニアムシリーズ)
キングギドラ（King Ghidorah）は、東宝の「ゴジラシリーズ」をはじめとした特撮怪獣映画に登場する架空の怪獣である。本項目では、このうちミレニアムシリーズの『ゴジラ・モスラ・キングギドラ 大怪獣総攻撃』（2001年、以下『GMK』）に登場するキングギドラを扱う。

## 概要
本作品では、日本の自然の守り神・護国三聖獣の1体天の神・魏怒羅として登場。劇中に登場する『護国聖獣伝記』では、足を4本持つ姿で描かれている。なお、劇中において「キングギドラ」という呼称は、ギドラが千年竜王として覚醒したとき、主人公の立花由里が1回用いるのみである。

### ギドラ（魏怒羅）
富士樹海の神社の地下氷穴にて氷漬けの状態で眠っていた八岐大蛇伝説の原形とされる、空の神 魏怒羅である。成長が三聖獣の中で最も遅いとされ、1万年の眠りから覚めると完全体として地・海・空すべてを支配する最強の聖獣になるという。しかし、2,000年後の現代において石像を自殺志願の男性が倒したことから、幼体ともいえる不完全体で覚醒したため、翼も未発達で小さく折り畳まれた状態であり、飛行も光線攻撃も不可能である。唯一の武器は、噛みついた相手に電撃を放つサンダースパーク。
ゴジラとモスラの闘いに割って入り、噛みつき攻撃を仕掛けるが、まったく敵わずゴジラに投げられてあえなく気絶する。結果として、再びモスラに孤軍奮闘を強いることになる。
- スーツアクターは大橋明[7]。

### キングギドラ（千年竜王）
自らをかばってゴジラに敗れて粒子状となったモスラの最後の残存エネルギーを吸収し、完全体として覚醒した姿。哺乳類のように優しげな顔つきとなっており、犬歯が大きく、首の後ろのトゲの列は背中から尻尾まで続いている。細い足首は恐竜や鳥のようなウロコになっており、足の指も4本だが、1本が他の3本と向き合う形になっている。閉じられていた翼が開いて飛行できるようになり、全身にまとった黄金粒子によるバリアでゴジラの放射熱線を跳ね返し、ビッグスパークボールとして撃ち返したほか、3つの頭部の口からは最強の武器である引力光線も吐けるようになった（その際には全身が黄金に輝く）。
ビッグスパークボールで海中に没したゴジラに撃破の突破口となる肩の傷も開かせ、海中でも背後から羽交い締めにして動きを封じて一時は優位に立つが、その傷口に向けてさつまが放ったD-03削岩弾をゴジラが回避しようと身を捩じったため、自身は盾にされる姿勢で浴びてダウンする。しかし、由里の落とした石を吸収して復活する。
ゴジラとの海中戦を経て浮上し、追ってきたところを引力光線で攻撃するが、ゴジラにこれをも吸収したうえに放射熱線と合わせて至近距離で放射され、爆発四散する。その直後、護国三聖獣のゆらぎ（霊魂の状態）となり、ゴジラに憑依している怨念の浄化に成功したことから、後のD-03削岩弾攻撃で止めを刺すきっかけを造った。
ギドラおよびキングギドラを通して本作品における立場上、ゴジラにとっては敵であることに変わりはないが、怨念を宿して破壊を続けるゴジラを止めるために戦う存在であるうえ、過去作品の登場個体とは異なり、バラゴンやモスラとともに「クニ」をゴジラから護る守護神として描かれている。それゆえ、由里が落とした石（元は伊佐山が持っていたものであり、正体は古代のディスク）を吸収してダウンした状態から復活する、橋から転落した由里たちを口から噴出した水で海面落下衝撃を和らげて救うといった、他作品の登場個体では見られない行動も見られる。
- のちに発売されたDVD限定版では、映画で使われた鱗のレプリカ（玩具メーカーのM1号によるソフトビニール製）が予約者へ贈呈された[23]。

## 制作
企画段階ではバラン・バラゴン・アンギラスの3体での登場が予定されていたが、東宝側から派手な怪獣の登場が要望された結果、モスラとキングギドラに変更された。監督の金子修介は、企画を無駄にしないためにも、設定に無理があるのは承知でこれを受け入れた。脚本を手掛けた長谷川圭一は、従来は悪役怪獣であったキングギドラを味方とすることには違和感があったと述べている。
本来は宇宙怪獣という設定のキングギドラにはヤマタノオロチのイメージも含まれていたため、設定と合わせることができたものの、名前に「キング」という英語が含まれていることには違和感があったため、成長過程のギドラを登場させることにより、「キングギドラ」を「完全なギドラ」と位置づけた。脚本では名称を「ギドラ」で統一していた。氷穴に閉じ込められているという描写も、旧作との差別化のためであった。
怪獣がゴジラに次々と倒されるだけでは虚しいという特殊技術の神谷誠や造形担当の品田冬樹らからの意見により、モスラがキングギドラと合体したり、終盤で3匹のイメージが空中に現れたりするなどのシーンが追加された。

## 造形
デザイン画は描かれず、造形の品田冬樹に一任された。頭部のみ雛型が制作された。デザイン的には従来より首が短く、顔立ちが哺乳類のようにやや柔和になり、尾が太くなっているほか、翼の指が1本少ない。鳥のイメージもあり、足の指が3本でかかとに突起が付いているのも鳥脚がモチーフ。顔はイヌないし狛犬をイメージしており、側面の3本のトゲはバランに倣った形状となっている。
造形はVi-SHOPとボンクラフトが担当。着ぐるみは全長180センチメートルと歴代最小であり、これに合わせて不完全体という設定となった。着ぐるみの首は、立ち回りの自由度を上げるため、ピアノ線による操演技術で動かす長めのものと、スーツアクターが両腕を入れて動かす短めのものの2種類が作られ、演出の意図や撮影の状況に応じて使い分けられた。金子によれば、これらの仕様は神谷誠をはじめとする特撮スタッフが『ゴジラvsキングギドラ』の現場も経験してキングギドラを操演する苦労を知っており、同作品よりも登場怪獣の多い本作品では同じように操演することはできないとの判断から、操演の負担を軽減するための措置であったという。しかし品田は、サイズが小さくなっても突出している部分が多いため、現場での取り回しは大変であったと述懐している。操演の際、中にスーツアクターは入っていない。品田によるラフスケッチでは、スーツアクターが上半身のみ入って操作するものや、脚部にスーツアクターの腕を入れて演じるものなどが検討されていた。翼は閉じたものと開いたものの差し替え式であり、飛行戦の際には吊られている場合が多かったという。
鱗は、玩具メーカーのM1号によってソフトビニールで型から抜いたものが1万5千枚、手作業で作られた。
富士の樹海の氷穴で眠るシーンでは、大型の首のモデル（3倍首、1/10スケール）が使用され、合成で3本に見せている。当初はスーツの首を用いる想定であったが、特殊美術の三池敏夫がそれでは大画面に向かないと判断し、大型のものを制作することを提案した。氷は透明シリコンをアクリルに貼って表現している。三池は、氷穴の描写では氷の質感を感じさせつつギドラの姿も見せなければならず、調整が難しかったことを語っている。オープニングクレジットでの鱗の部分は、この首のものを剥がして使用している。
上記のほか、頭部のみのギニョールも制作され、ゴジラと絡むアップシーンなどで用いられた。スーツの1/2サイズの頭部も予定されていたが、不要となったため原型制作を中断している。
スーツは2023年時点でも現存している。2018年には『パチンコCRゴジラ』の撮影で使用され、開米プロダクションによって首が延長された。2023年9月には丸紅のテレビCM「できないことは、みんなでやろう。『紅丸』篇」にて、東宝による全面協力のもとで補修を経て特撮シーンに用いられている。2日間をかけて収録された同シーンでは、引力光線の音や鳴き声には『GMK』のものが用いられたほか、（映像作品において）22年ぶりとなる飛行シーンについては、操演チームが忠実に動きを再現したという。監督の浜崎慎治は、宣伝会議のAdverTimesによるインタビューに対し、「オリジナルよりはスーパースターの怪獣を出す方が共闘への胸熱感が違ううえ、それこそがCMだからできることである」「当初は破壊神の印象ゆえに人間やゾンビたちとの共闘への疑問を持たれたが、『GMK』だけは護国聖獣ゆえにギリギリ企画との矛盾が生じない」「技術的な問題からCGでの登場を挙げられたが、チームワークの結集である特撮は丸紅の哲学『みんなでやろう。』に最も似合うことから、絶対に操演で登場させたかった」とのこだわりを挙げている。『GMK』のスーツについては、倉庫にてボロボロだったものを補修し、光線や鳴き声、体色は映画を何度も観て忠実に再現したうえ、特に光線は何度も修正を加えたという。なお、同スーツはこの撮影後からまもなく、『フェス・ゴジラ4 オペレーション ジェットジャガー』に登場するキングギドラとして流用されている（詳細はキングギドラ#『フェス・ゴジラ4 オペレーション ジェットジャガー』のキングギドラを参照）。
スーツのほか、差し替え用の頭部と翼、氷穴シーンの表皮、頭部雛型などが現存している。

## 撮影・演出
スーツアクターは大橋明。当初はアンギラス役として予定されていた。腕を入れるタイプのスーツは、頭部の重みで腕が下がってしまったといい、大橋は待ち時間も腕を入れたままでいなければならなかったのが大変であったと述懐している。
撮影現場では、過去作を踏襲してスーツの各首を「一郎、二郎、三郎」と呼称していた。
品田は、キングギドラはいるだけで画になるが、格闘には向いていないと評しており、画コンテでも演出に苦労していたことを証言している。
横浜のシーンでは地下から出現しており、歴代で初めて飛行せずに現れるキングギドラとなった。ゴジラに噛みつかれた際の血の色は、金子の意向により赤となった。水中での戦闘シーンはスタジオセットの疑似海底で撮影されたが、浮遊感を表現するためスーツアクターの入ったままスーツを吊っている。
復活シーンはフルCGで描写され、『vsキングギドラ』でのメカキングギドラの登場シーンをスケールアップしたイメージであった。
引力光線の描写は、過去のものよりイメージを強化して太い稲妻状とし、従来の描写にはない直線的なフレアーも加えている。
鳴き声は、オリジナルの昭和版に近い電子音となっている。